# Zisterzienserinnenabtei Le Vivier (Marche-les-Dames)

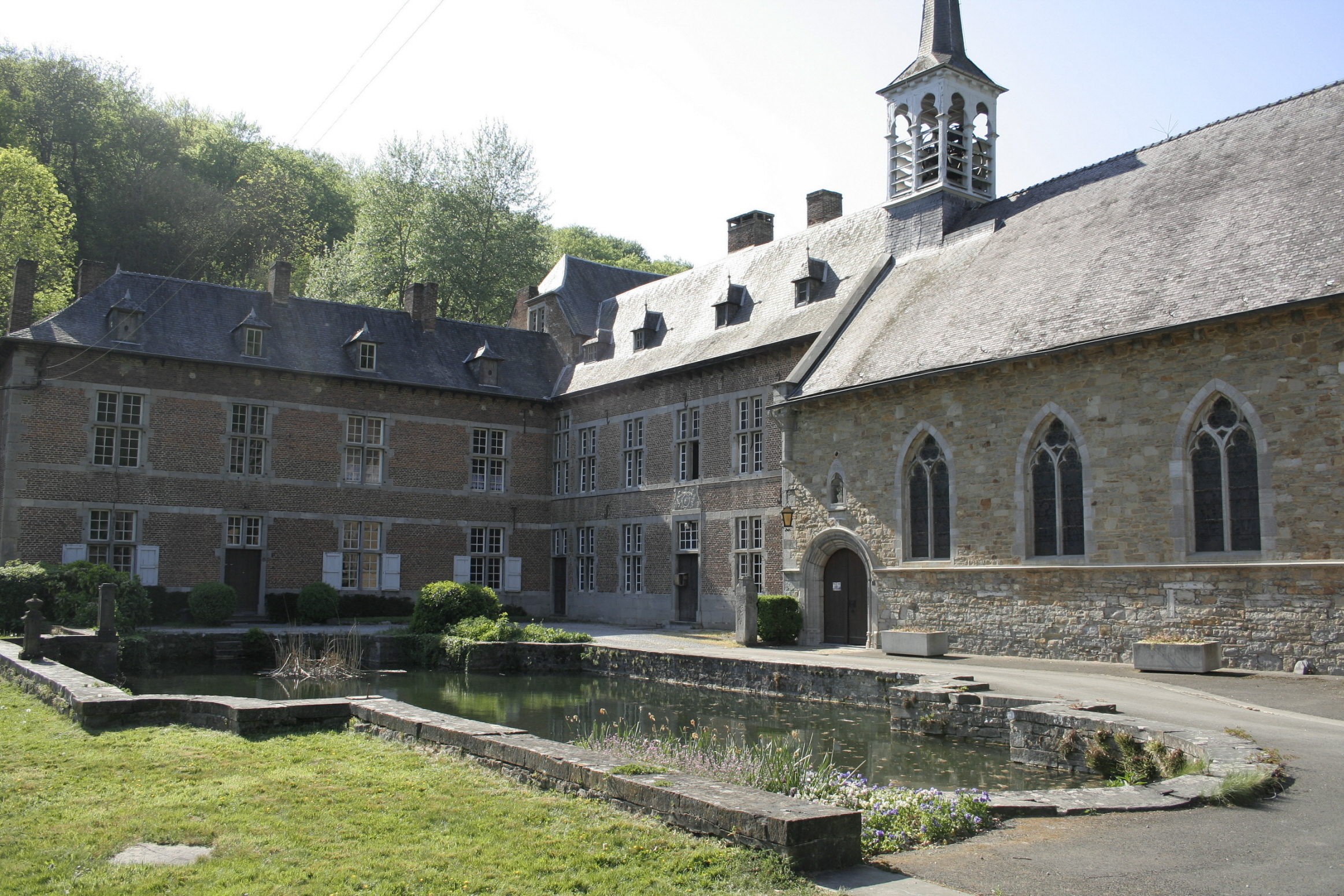

Die Zisterzienserinnenabtei Le Vivier (Marche-Les-Dames) war von 1236 bis 1796 ein Kloster der Zisterzienserinnen in Marche-les-Dames, Namur, Provinz Namur, in Belgien. Sie darf nicht mit der Zisterzienserinnenabtei Le Vivier in Arras verwechselt werden.

## Geschichte
1236 wurde das Kloster Notre-Dame du Vivier (nach vivier „Fischteich“) am Bach Gelbressée gestiftet und im 18. Jahrhundert neu erbaut (ab 1875 restauriert). Im Zuge des Vorrückens der Französischen Revolution kam es 1796 zur Auflösung, doch konnten die Nonnen am Ort wohnen bleiben; die letzte starb 1856 mit 87 Jahren. Dann wurde die Abtei nacheinander bewohnt von Vinzentinerinnen (bis 1875), von Kölner Ursulinen (bis 1914), von französischen Karmelitinnen (1919–1965), durch ein Altersheim und ein Internat (bis 1981), durch die Monastische Familie von Betlehem, der Aufnahme Mariens in den Himmel und des heiligen Bruno (bis 2000), durch das kanadische Laienapostolat Madonna House (bis 2008) und seit 2014 durch die Priestergemeinschaft Fraternité des Saints Apôtres. In der seit 1969 unter Denkmalschutz stehenden Anlage wurden mehrere Filme gedreht, u. a. der Film Sœur Sourire – Die singende Nonne oder Das Kloster bleibt im Dorf.